# متروباس هیبریدی
مترو باس هیبریدی
اتوبوس هیبرید صنایع خودرویی و ریلی آکیا دویچ با بدنهٔ آلومینیوم به طول ۲۵ متر با ۴ محور و ۴ درب مسافری با ظرفیت بیش از ۲۰۰ نفر مسافر با سیستم سرمایش/گرمایش با ظرفیت بسیار بالا جهت خطوط حمل و نقل شهری می‌باشد.
ظرفیت بالای این خودرو با نیم نگاهی به ظرفیت میانگین۱۸۰ نفری هر واگن قطارهای شهری و در مقایسه با نیازمندی‌های پی ساخت و آماده‌سازی مسیر جهت خطوط ریلی شهری، به هیچ وجه قابل اغماض نیست و مزیت چشمگیر این اتوبوسها به همراه کاهش آلایندگی خطوط حمل و نقل می‌باشد که به لطف ادغام تکنولوژی اتصال کابین آرتیکولیشن و تکنولوژی خودروهای هیبریدی فراهم شده‌است که به زودی این اتوبوسها را به حق به غول ناوگان حمل و نقل عمومی شهری بدون ریل ایران تبدیل خواهد کرد.

## برخی از مزایای اتوبوسهای هیبریدی
۱- ظرفیت بالای پذیرش مسافر حداقل گنجایش ۳۴/۱ الی ۴۰/۱ برابر ظرفیت اتوبوس ۱۸ متری دو کابین.
۲- کنترل دقیق تر در مواقع بارندگی و یخ بندان با عنایت سیستم هوشمند.
۳- وزن بسیار پائین با توجه به بدنه آلومینیوم پیچ و مهره نسبت به اتوبوس با بدنه فلزی.
۴- مصرف سوخت کمتر با توجه به کاهش وزن قابل توجه، ظرفیت مسافرگیری بالا.
۵- کاهش فاحش آلودگی هوا.
۶- با استفاده از پیچ و مهره در اتصالات بدنه اتوبوس تعویض قطعات صدمه دیده در تصادفات بسیار آسان و سریع و حداقل توقف اتوبوس در تعمیرگاه.
۷–۳۰٪ آسیب دیدگی کمتر نسبت اتوبوسهای با بدنه فلزی به جهت عدم جوشکاری در بدنه اتوبوس.
۸- طبق استاندارد عمر اتوبوس بین ۲۰ الی ۲۵ سال و اتوبوسهای با بدنه فلزی ۱۰ سال می‌باشد.

## مترو باس هیبریدی و واگن‌های متروهای شهری
مقایسه متروباس هیبریدی با اتوبوس‌های دیگر ایدهٔ چندان منصفانه ای در مقابل مشخصات منحصر به فرد این وسیله نقلیه نمی‌باشد. زیرا مشخصات فنی این وسیله نقلیه با تکنولوژی بسیار بالا و پیچیدهٔ خودروهای هیبرید این وسیله را عملاً در رنج وسایل حمل و نقل عمومی مانند متروهای شهری قرار می‌دهد.
در ذیل به برخی از این خصوصیات منحصر به فرد در بخش زیر اشاره شده‌است.

### مقایسه این وسیله نقلیه با واگن متروهای شهری
- طول این خودرو بیشتر از طول واگن بوده و پهنای آن اختلاف کمی با پهنای واگن‌ها دارد.
- ظرفیت مسافرگیری مترو باس وترین باس ۲۰۰ نفردر مقایسه با ظرفیت ۱۸۰ نفری واگن‌ها می‌باشد.
- متروهای شهری نیاز به پی ساخت‌های ریلی و خطوط برق تغذیه بالاسری در خیابان‌های شهر دارند درحالی‌که این وسیله نقلیه در خطوط حمل و نقل سریع شهری چندین کشور پیشرفته مانند استرالیا، آلمان و سوئیس به راحتی مورد استفاده قرار می‌گیرند.